# Константа швидкості реакції
Конста́нта шви́дкості реа́кції (рос. константа скорости реакции, англ. rate constant,  Reaction rate constant) — коефіцієнт k перед концентраціями реактантів у кінетичному рівнянні (константа пропорційності в законі швидкості):
W = k · cn,
де W — швидкість реакції, с — концентрація реактанту, n — порядок реакції.
Постійна при певних температурі і тискові. Вона чисельно дорівнює швидкості реакції при концентраціях реактантів, рівних одиниці, і є характерною для даної реакції.
Канонічною константою швидкості є константа, визначувана методами статистичної фізики для системи, в якій реактанти перебувають у термодинамічній рівновазі при даній температурі. У статистичній механіці вираз канонічний ансамбль стосується закритої системи в термічній рівновазі, частинки в якій статистично розподілені. Мікроканонічний ансамбль складається з систем з однаковою енергією. Канонічний ансамбль складається зі статистично розподілених мікроканонічних ансамблів. Канонічна термічна константа швидкості є сумою мікроканонічних констант швидкостей з урахуванням статистичного розподілу.

## Одиниці
Одиниці вимірювання констант швидкості реакцій залежать від глобального порядку реакції.
Якщо концентрації компонент в реакції вимірюються в одиницях моль·л−1 (скорочено як М), тоді
- Для порядку (m + n), константа швидкості реакції має одиниці моль1−(m+n)·л(m+n)−1·с−1
- Для нульового порядку, константа швидкості реакції має одиниці моль·л−1·с−1 (або М·с−1)
- Для першого порядку, константа швидкості реакції має одиниці с−1
- Для другого порядку, константа швидкості реакції має одиниці л·моль−1·с−1 (або М−1·с−1)
- Для третього порядку, константа швидкості реакції має одиниці л2·моль−2·с−1 (або М−2·с−1)